# 96e bataillon de tirailleurs sénégalais
Le 96e bataillon de tirailleurs sénégalais (96e BTS) est un bataillon français des troupes coloniales.

## Création et différentes dénominations
- 12/03/1917: Formation du 96e bataillon de tirailleurs sénégalais à Saint-Raphaël
- 12/04/1919: Dissolution

## Chefs de corps
- 12/03/1917 : capitaine Bellières
- 28/03/1917 : capitaine Charpentier
- 01/04/1917 : chef de bataillon de Freycinet
- 04/04/1918 : capitaine Querry
- 06/05/1918 : chef de bataillon Charpentier
- 28/10/1918 : capitaine Ruquet

## Historique des garnisons, combats et batailles du96eBTS
- 8-11/07/1917 : Le bataillon quitte Saint-Raphaël pour l'Armée d'Orient
- 22/07/1917 : Arrivée à Salonique
- 06/08/1917 : Déplacement à Florina ; le bataillon est rattaché au 1er Régiment d’Infanterie Coloniale
- 09/08/1917 : Arrivée à Iven
- 17/08/1917 : Arrivée à Tumba de Bernick
- 25/08/1917 : Baie d'Aloud. Une tentative bulgare est repoussée durant la nuit, faisant 3 blessés, et un Bulgare du 44e régiment d'infanterie bulgare est fait prisonnier
- 02/09/1917 : Le bataillon est relevé et retourne à la Tumba de Bernick
- 05/09/1917 : Déplacement à Slivica
- 08/09/1917 : Déplacement à Setina
- 21/11/1917 : Déplacement à Boresnica
- 28/02/1918 : Déplacement à Kukovéni et Blesvica
- 28/04/1918 : Cégel et prise de position dans les tranchées : le bataillon essuie des bombardements
- 18/05/1918 : Relève
- 24/10/1918 : Tzari Brov
- 27/11/1918 : Lom Palanka
- 23/01/1919 : Salonique
- 06/04/1919 : Arrivée à Saint-Raphaël

### Sources et bibliographie
Mémoire des Hommes